# Traité de Frederiksborg
Le traité de Frederiksborg est un traité de paix signé le 3 juillet 1720 au Château de Frederiksborg entre le royaume de Suède et le royaume du Danemark et de Norvège. Il met fin à la grande guerre du Nord. 
Par ce traité, la Suède paie 600 000 riksdaler, annule son alliance avec le duché de Holstein, abandonne son droit de passage sur le détroit de Øresund, mais garde le contrôle de la Poméranie suédoise. Le Danemark gagne lui le contrôle du duché de Schleswig.